# Митрополија црногорско-приморска
Митрополија црногорско-приморска је епархија Српске православне цркве.
Надлежни архијереј је митрополит Јоаникије (Мићовић), а сједиште митрополије се налази на Цетињу док је Саборна црква у Подгорици. Основана је 1219. године као Зетска епархија, од стране Светог Саве, првог српског архиепископа. Најстарија је епархија Српске православне цркве и једина која постоји без престанка и без икаквих прекида од стицања аутокефалности 1219. године.

## Историја

### Зетска епископија и митрополија
Претеча данашње Митрополије црногорско-приморске била је Зетска епископија коју је 1219—1220. године основао Свети Сава. Први зетски епископ кога је поставио био је по свој прилици Иларион. Сједиште прве епископије убрзо се усталило у манастиру Светог Михаила на Превлаци код Тивта. Ту се оно задржало преко 200 година. Српска немањићка држава доживјеће врхунац за вријеме цара Душана Силног, кад је 1346. године српска црква са ранга Пећке архиепископије уздигнута на ранг Пећке патријаршије. Први српски патријарх постао је дотадашњи архиепископ Јоаникије II. Исте године је и Зетска епископија уздигнута на степен Зетске митрополије и она је као таква остала до данас.
Све до средине 15. вијека сједиште митрополије било је у Боки Которској, када је силом прилика преко Будве, манастира Пречисте Крајинске, манастира Врањине, манастира Светог Николе на Ободу, пренијето на Цетиње. Митрополит Василије Петровић, у својој „Историји о Черној Гори”, писаној у Русији, која је уједно и прва историја Црне Горе, биљежи историјски потврђено предање да су „Млечићи, послије одласка митрополита потровали превлачке калуђере. Том приликом потровано је 72 калуђера, а манастир срушен”. Млечанима је овај манастир сметао као православно упориште на јужном Јадрану. Ово је уједно и било раздобље, када су Млечани преотели Балшићима, односно њиховим насљедницима Лазаревићима и Бранковићима, њихове приморске посједе па су у њима настојали да потисну православље. Католичка црква је средином 15. века управо уз помоћ Млетачке републике покушала да створи посебну унијатску епархију у Зети, са циљем сузбијања српске православне Зетске епархије. Тада је у Доњој Зети под окриљем млетачких власти постављен и посебан унијатски владика, који је покушао да се учврсти на подручју око Пречисте Крајинске, али без већег успеха. За манастир Светог Николе на полуострву Врањини се сматра да га је основао први зетски епископ Иларион. Доња Зета, у којој се налазио и овај манастир, у вријеме пресељавања митрополије потпала је под власт господара Горње Зете Стефана Црнојевића.

### Цетињска митрополија у 16. и 17. вијеку
Зетски митрополити пренијели су 1485. године своју столицу стално у Црну Гору, на Цетиње, и настанили су се у Богородичином манастиру, задужбини црногорског господара Ивана Црнојевића. Они су и даље вршили духовну надлежност над цијелим својим старим подручјем, које је у приморју припало Млечићима, а у Доњој Зети и око Скадра Турцима. За ово подручје под Турцима држали су они и даље викарног епископа, који им је обично постајао и насљедник на митрополитској столици. У први мах живот ове зетске (скендеријско-приморске) митрополије почео је лијепо да се развија. У њој је 1493. уређена прва српска штампарија и штампане прве српске књиге. Послије коначне пропасти државне самосталности (1499), наступила су и по ову митрополију врло тешка времена. Митрополит је морао признати за старјешину охридског архиепископа, који је у то вријеме управљао српском црквом послије пада Српске деспотовине (1459). Тако је и зетски митрополит Василије учествовао 1532. године на охридском синоду који се састао да осуди смедеревског митрополита Павла, када је овај покушао да обнови Пећку патријаршију. Али послије успјешног обновљења Пећке патријаршије за вријеме Макарија (1557), Цетињска митрополија дошла је поново под њену духовну власт. Када је 1766. Пећка патријаршија поново укинута, Зетска митрополија није подвргнута Цариградској патријаршији, као остали дијелови српске цркве под турском влашћу, већ се ослонила првобитно на Карловачку митрополију, а потом на руску цркву, која је сходно тадашњим приликама сматрала митрополију за самоуправну.

### За вријеме митрополита Петровића
Од аустријско-млетачких ратова с Турцима, крајем 17. вијека, почели су скендеријско-приморски митрополити да играју све виднију и важнију улогу у народним покретима за ослобођење. Владика Висарион Бориловић (1685—1692) ослањао се при тој акцији на Млечиће, а његов насљедник Данило Петровић-Његош (1697—1735) успио је, преко српских емиграната у Русији, да веже трајно пријатељство између Русије и тадашње Црне Горе. Та околност много је допринијела, да су од сада за скендеријско-приморске митрополите долазили само братственици из племена Његуша, који су успјели да уведу једну врсту теократске владавине у Црној Гори и готово потпуно ослободе је од Турака. Послије Данила велике заслуге су стекли за политички напредак и државно устројство Црне Горе викарни епископ Василије (1750—1766), митрополити Петар I Свети (1782—1830) и Петар II (1830—1851), творац Горског вијенца. Данилова титула је била скендеријско-приморски митрополит како се свуда потписивао. Тако се потписивао и владика Сава, који у каснијем периоду додаје титули и црногорско име, поред старијег, скендеријско (скадарско)-приморског.

### Раздвајање световне и духовне власти
Насљедник митрополита Петра II, Данило I (1851—1860), одлучио је да се не калуђери и не посвећује за митрополита. Кад су му Русија и народ то одобрили, прогласио се за насљедног књаза црногорског и одвојио црквену власт од световне. Отада је престало постављање црногорских митрополита из братства Петровића Његуша, те су даљи митрополити обично били Бокељи. Први црногорски митрополит послије успостављења посебне световне државне власти у Књажевини Црној Гори био је образовани Далматинац Никанор Ивановић (1852—1860). Митрополитски двор остао је и даље на Цетињу, али сва непокретна манастирска и митрополитска имања узела је држава. Митрополиту, његовом придворном архимандриту и протођакону одредила је плату из државне благајне. Посебан духовни суд није био установљен још дуго, те су све брачне и свештеничке парнице ишле пред државни Сенат.
Црногорска митрополија проширена је ратовима од 1876. до 1878, те је поред Цетињске архиепископије основана још и Захумско-рашка епархија (са сједиштем у манастиру Острогу). Цетињски архиепископ је имао титулу „митрополит црногорски, брдски и приморски”. Цетињска архиепископија је била састављена из свих племена која су се налазила на десној страни ријеке Зете, са додатком вароши Подгорице и племена зетског. Захумско-рашка епархија била је састављена из свих племена која су се налазила на лијевој страни ријеке Зете. Године 1913, послије балканског рата, обновљена је Пећка епархија за све крајеве од босанске до албанске границе, који су тада припали Црној Гори.
Црногорски митрополити, послије раздјељења световне власти од црквене, настојавали су у више махова, да отворе богословију, дигну црквену просвјету и реорганизују цијелу црквену управу, али је у том раду могао да постигне већи успјех митрополит црногорски Митрофан Бан (1884—1920). На његов предлог, књаз Никола I Петровић је 1. јануара 1904. године обнародовао Закон о уређењу Духовног савјета, а истога дана је издао и посебан указ којим је именовао прве чланове овог црквено-управног тела. Поменути акти, који су се односили на проглашење закона о уређењу Духовног савјета и именовање његових чланова, објављени су у листу „Глас Црногорца” од 1. јануара 1904. године. Међутим, већ током 1904. године, Духовни савјет је преименован у Свети синод, који је под тим именом добио и свој Устав. У исто време, основане су и епархијске конзисторије, односно духовни судови, као највиша црквено-судска тела за сваку епархију.
О значају који је тадашња државна власт у Црној Гори придавала Цетињској епархији и њеним светосавским традицијама сведочи и свечана изјава председника владе Лазара Томановића, дата 1910. године у скупштини приликом свечаног проглашења Краљевине Црне Горе: „Митрополија цетињска једина је Светосавска Епископска Столица, која је без прекидања до данас сачувана, и као таква законита престоница и насљедница Пећске Патријаршије”.

### Под окупацијом (1916—1918)
Након избијања Првог свјетског рата (1914), државни врх Црне Горе је у склопу свеопште друштвене мобилизације доделио значајну улогу црквеним установама, а знатан број православних свештеника је према устаљеној традицији непосредно учествовао у ратним дејствима. Почетком 1916. године, краљ Никола је био приморан да са дијелом државног и војног врха напусти Црну Гору, али на то се није одлучио и митрополит Митрофан Бан, који је остао у земљи. Током аустроугарске окупације (1916—1918), на подручју Црногорско-приморске митрополије је завладало веома тешко стање, тако да је митрополит Митрофан, настојећи да сачува свештенство и народ, одлучио да заузме помирљив став према окупационим властима. Такво држање је омогућило епархијској управи да посредством Црвеног крста Црне Горе развије хуманитарни рад у виду прикупљања знатних средстава за помоћ угроженом народу. И поред помирљивог држања црквене управе, током окупације је пострадао знатан број свештеника на подручју ове епархије, а опште стање цркве и народа у Црној Гори било је изузетно тешко.

### Државно и црквено уједињење
Непосредно након ослобођења Црне Горе у јесен 1918. године, одржавања је Подгоричка скупштина, која је 13. (26.) новембра 1918. године донела одлуку о уједињењу Црне Горе са Србијом. Проглашењем државног уједињења створени су предуслови за обнову јединства свих српских црквених области. У том циљу, Свети синод Православне цркве у Црној Гори је 16. (29.) децембра 1918. године на Цетињу донио одлуку „да се независна Српско-православна Св. црква у Црној Гори уједини с аутокефалном Православном Црквом у Краљевини Србији”. На чело општег покрета за спровођење српског црквеног уједињења стао је црногорски митрополит Митрофан Бан, који је у мају 1919. године у Београду председавао конференцијом свих српских архијереја. Управо под његовим председништвом, ова конференција је 13. (26) маја донела одлуку о успостављању духовног јединства свих српских црквених области и покретању поступка за формализацију уједињења путем одговарајућег канонског поступка, који је потом спроведен у сарадњи са Цариградском патријаршијом. Тако је Црногорска митрополија (17. јуна 1920) са свима осталим српским црквеним областима у једну аутокефалну српску цркву, названу Српском патријаршијом. Том приликом је одлучено, да се и Црногорска митрополија, као и све друге дотадашње српске црквене области уђу у обновљену Српску православну цркву, а цетињском епископу остави да и даље може носити наслов „митрополит црногорско-брдски и приморски”.
Према Уставу Српске православне цркве (1931) архијереј Црногорско-приморске епархије са сједиштем на Цетињу има по свом положају титулу митрополита. Укинуте су дотадашње епархије: Захумско-рашка (Никшићка), Бококоторска и Пећка. Тада је Митрополија обухватала сљедеће срезове: андријевачки, барски, берански, бијелопољски, даниловградски, колашински, бококоторски, никшићки, подогорички, цетињски и шавнички. Затим, 1947. формирана је Будимљанско-полимска епархија са сједиштем у Бијелом Пољу. Од Црногорско-приморске митрополије узети су срезови Андријевички до планине Трешњевик са испоставом Плав и Гусиње и Берански са испоставом Рожај. Ова епархија је укинута већ 1956. Каснијим формирањем Епархије будимљанско-никшићке (2001) заправо је обновљена Захумско-рашка епархија у нешто измијењеним границама и са новим именом. На тај начин, на простору Црне Горе опет постоје двије епархије: Црногорско-приморска (ранија Цетињска архиепископија) и Будимљанско-никшићка (ранија Захумско-рашка епархија).

### Садашње стање
Послије митрополита Данила (Дајковића), митрополит је постао Амфилохије Радовић, од 1991. године.

## Списак епископа и митрополита

### Епископи зетски
- Иларион (1220—1242),
- Герман (1242—1261),
- Неофит (1261—1270),
- Јевстатије (до 1279), 1279. постао српски архиепископ
- Герман II (1286—1292),
- Михајло I (1293),
- Андрија (прије 1300),
- Јован (прије 1304),
- Михајло II (1305—1309),

### Митрополити
- Давид I (1391—1396)
- Арсеније (1396—1417)
- Давид II (1417—1435)
- Јефтимије (1434—1446)
- Јосиф (око 1453)
- Теодосије (послије 1453)
- Висарион (1484—1494), 1485. пренето седиште Зетске митрополије у манастир Св. Богородице на Цетиње
- Пахомије (послије 1491)
- Вавила (1494—1520), 1496. посљедњи Црнојевић Ђурађ напушта Зету
- Герман III (1520)
- Павле (прије 1530)
- Ромил I (1530)
- Василије (1532)
- Никодим (1540)
- Макарије (1550—1558), 1557. обновљена Пећка патријаршија
- Ромил II (1559)
- Пахомије (1568—1573)
- Герасим (1573)
- Дионисије (прије 1577)
- Венијамин (1582—1591)
- Руфим (1593—1639)
- Мардарије Корнећанин (1637—1661)
- Руфим II Бољевић (1662—1685)
- Висарион Бориловић (1685—1692), након разора цетињског манастира 1692. владичанска столица је била упражњена наредне двије године
- Сава Очинић (1694—1697), Сава је посвећен за епископа 27. новембра 1694. у Херцег Новом од бившег београдског митрополита Симеона Љубибратића, захумског митрополита Саватија Љубибратића и херцеговачког Герасима. Столовао је у манастиру Добрска Ђелија где је и покопан.

| Портрет | Име и презиме                     | Вријеме службе                              | Напомене |
| ------- | --------------------------------- | ------------------------------------------- | --- |
|         | Данило I Петровић                 | 1697—1735.                                  | завладичен у Сечују на Дунаву 1700. |
|         | Сава Петровић                     | 1735—1781.                                  | За живота митрополита Данила млади владика Сава био је његов коадјутор 1719—1735, и његов главни помагач у црквеним и народним пословима. По одласку владике Саве из Црне Горе (1742) у Русију, Василије Петровић постаје његов коадјутор (заменик). |
|         | Арсеније Пламенац                 | 1781—1784.                                  | |
|         | Петар I Петровић                  | 1784—1830.                                  | хиротонисан у Сремским Карловцима, канонизован као Свети Петар Цетињски |
|         | Петар II Петровић                 | 1833—1851.                                  | Господар Црне Горе од 1830. замонашен 1831. кад је и постао архимандрит Цетињског манастира завладичио се у Петрограду 1833. |
|         | Никанор Ивановић                  | 1858—1860.                                  | Митрополија је била више од 7 година без митрополита. хиротонисан у Русији децембра 1858. |
|         | Иларион II Рогановић              | 1860—1882.                                  | у Петрограду хиротонисан за епископа 30. маја 1863. године |
|         | Висарион Љубиша                   | 1882—1884.                                  | 1878. хиротонисан на Цетињу за владику захумско-рашког, чин хиротоније обавили су митрополит Иларион и епископ бококоторски Герасим Петрановић. Када је 1882. умро митрополит Иларион, кнез је на упражњену митрополитску столицу „поставио” захумско-рашког епископа Висариона Љубишу, а за администратора захумско-рашке епархије архимандрита Митрофана Бана.                         |
|         | Митрофан Бан                      | 1885—1920.                                  | На упражњену столицу Цетињске епархије књаз Никола наименовао је 27. маја 1884. године, администратора Захумско-рашке епархије администратора Митрофана Бана, који је ту дужност и заузео 12. августа 1884. године, задржавши у исто доба и управу Захумско-рашке епархије. Идуће године архим. Бан отишао је у Русију, где је хиротонисан за епископа уз присуство цара Александра III. |
|         | Гаврило Дожић                     | 1920—1938.                                  | 1938. постао Патријарх српски |
|         | Јоаникије I Липовац               | 1940—1945.                                  | Страдао је послије окончања рата. Проглашен је за свештеномученика |
|         | митрополит скопски Јосиф Цвијовић | администрирао — април 1945 — новембар 1946. | |
|         | епископ Владимир Рајић            | администрирао — новембар 1946 — мај 1947.   | |
|         | Арсеније Брадваревић              | 1947—1961.                                  | У которском затвору од 1954. до 1958. и у кућном притвору у манастирима Озрен у Босни и Веведење у Београду. Казна је истекла 1960. |
|         | Данило II Дајковић                | 1961—1990.                                  | |
|         | Амфилохије Радовић                | 1990—2020.                                  | |
|         | Јоаникије II Мићовић              | 2021—                                       | администрирао — новембар 2020 — мај 2021. |

## Манастири
Манастири Митрополије црногорско-приморске:
1. Бања
2. Бешка
3. Бијелићи
4. Бјелошевићи
5. Боан Кадића
6. Бриска гора
7. Буновићи
8. Вазнесење
9. Војнићи
10. Волујица
11. Врањина
12. Горњи Брчели
13. Гостиље
14. Градиште
15. Манастир Дајбабе
16. Добрска Ћелија
17. Доњи Брчели
18. Дуга Морачка
19. Дуљево
20. Жањица
21. Ждребаоник
22. Златица
23. Иванова корита
24. Ком
25. Космач
26. Микулићи
27. Михољска Превлака
28. Морача
29. Морачник
30. Обод
31. Ограђеница
32. Орахово
33. Острог
34. Пелев Бријег
35. Подластва
36. Подмаине
37. Прасквица
38. Рибњак
39. Пречиста Крајинска
40. Режевићи
41. Речине
42. Рустово
43. Савина
44. Савина Главица
45. Стањевићи
46. Стара Варош
47. Старчева Горица
48. Топхана
49. Ћелија Пиперска
50. Ћириловац
51. Цетињски манастир

## Архијерејска намјесништва
- Архијерејско намјесништво цетињско
- Архијерејско намјесништво подгоричко-даниловградско
- Архијерејско намјесништво подгоричко-колашинско
- Архијерејско намјесништво бококоторско
- Архијерејско намјесништво барско
- Архијерејско намјесништво будванско
- Архијерејско намјесништво херцегновско

## Радио, издавачка кућа и часопис Светигора
Митрополија има своју радио станицу Светигора која поред емитовања у Црној Гори, путем интернета емитује свој садржај у цијелом свијету. Истога назива, Светигора, је и издавачка кућа, која је објавила бројне књиге, углавном из сфере духовности. И часопис митрополије црногорско-приморске је Светигора. Митрополит Амфилохије Радовић је родом из околине манастира Мораче, а код тог манастира је извор Светигора по којем су издавачка кућа, часопис и радио и добили име.